# Asmunds källa
Asmunds källa är belägen i närheten av Sibbarps by, Varbergs kommun, Hallands län. Källan sägs ha sprungit fram ur marken när den danske biskopen Asmund vilade vid platsen med sitt följe. Den användes länge som offerkälla.
Vägen från kusten mot inlandet gick här mot Gödeby och förenade sig längre fram med Ätrastigen. Avfarstvägen till källan är skyltad cirka 500 meter från Sibbarps kyrka på vägen mot Dagsås/Angryd.
Traktens ungdomar lär i gamla tider ha samlats vid källan för bland annat midsommarfirande.